# Thurles
Thurles (irl. Durlas Éile) – miasto w hrabstwie Tipperary w Irlandii, położone nad rzeką Suir.